# Georgi Nikolajewitsch Gurinow
Georgi Nikolajewitsch Gurinow (russisch Георгий Николаевич Гуринов; * 27. August 1939 in Minsk; † 27. Februar 2012 in Moskau) war ein russischer Admiral.

## Leben
Gurinow besuchte von 1956 bis 1960 die Kaspische Rotbanner-Offiziershochschule der Seestreitkräfte S.M. Kirow in Baku, die er mit „Auszeichnung“ abschloss. Er begann seine Laufbahn als stellvertretender Kommandeur und später als Batteriekommandeur bei den Strategischen Raketentruppen. Von 1964 bis 1971 diente er als Gefechtsabschnittskommandeur für Raketen und Artillerie (GA-2) und Erster Offizier sowie ab 1971 als Kommandant auf einem Zerstörer. Nachdem er von 1973 bis 1975 die Seekriegsakademie absolviert hatte, fand er von Juni 1975 bis August 1977 als Stabschef der 128. Raketenschiffsbrigade Verwendung. Von August 1977 bis Oktober 1979 kommandierte er die 76. Zerstörerbrigade. Anschließend arbeitete er bis 1982 als Stabschef der 12. Raketenschiffsdivision der Baltischen Flotte. Nach dem Besuch der Woroschilow Militärakademie des Generalstabes in Moskau wurde er Stabschef (1984–1986) und anschließend Kommandeur der Kamtschatka-Flottille (1986–1989). Der 1988 zum Vizeadmiral beförderte Gurinow diente von 1989 bis 1992 als Stabschef der Schwarzmeerflotte. Nach der Tätigkeit als Stellvertreter des Oberkommandierenden der Russischen Seekriegsflotte von August 1992 bis April 1993 übernahm er, nachdem er am 20. April 1993 zum Admiral befördert worden war, das Kommando über die Pazifikflotte von April 1993 bis Mai 1994. Er arbeitete anschließend von 1995 bis 1998 beim Oberkommando der Flotte und als leitender Admiral-Inspekteur beim Verteidigungsministerium der Russischen Föderation.

## Auszeichnungen
- Orden des Roten Sterns
- Orden „Für den Dienst am Vaterland in den Streitkräften der UdSSR“ 3. Klasse
- Militärischer Verdienstorden
- weitere Medaillen